# Unterseeboot 433
L'Unterseeboot 433 ou U-433 est un U-Boot type VIIC utilisé par la Kriegsmarine pendant la Seconde Guerre mondiale.
Le sous-marin fut commandé le 23 septembre 1939 à Dantzig (Schichau-Werke), sa quille fut posée le 4 janvier 1940, il fut lancé le 15 mars 1941 et mis en service le 24 mai 1941, sous le commandement de l'Oberleutnant zur See Hans Ey.
Le sous-marin participa à deux Rudeltaktik.

## Conception
Unterseeboot type VII, l'U-433 avait un déplacement de 769 tonnes en surface et 871 tonnes en plongée. Il avait une longueur totale de 67,10 m, un maître-bau de 6,20 m, une hauteur de 9,60 m, et un tirant d'eau de 4,74 m. Le sous-marin était propulsé par deux hélices de 1,23 m, deux moteurs Diesel F46 de 6 cylindres produisant un total de 2 060 à 2 350 kW en surface et de deux moteurs électriques Siemens-Schuckert GU 343/38-8 produisant un total 550 kW, en plongée. Le sous-marin avait une vitesse en surface de 17,7 nœuds (32,8 km/h) et une vitesse de 7,6 nœuds (14,1 km/h) en plongée. Immergé, il avait un rayon d'action de 80 milles marins (150 km) à 4 nœuds (7,4 km/h; 4,6 milles par heure), en surface, son rayon d'action était de 8 500 milles nautiques (soit 15 700 km) à 10 nœuds (19 km/h). 
L'U-432 était équipé de cinq tubes lance-torpilles de 53,3 cm (quatre montés à l'avant et un à l'arrière) et embarquait quatorze torpilles. Il était équipé d'un canon de 8,8 cm SK C/35 (220 coups) et d'un canon antiaérien de 20 mm Flak. Son équipage comprenait 44 sous-mariniers.

## Historique
Il sert dans la 3. Unterseebootsflottille (flottille d'entrainement et de combat) jusqu'à sa perte. 
Le sous-marin quitte Bergen le 25 août. L'U-433 est l'un des quatorze U-Boote qui se rassemblent au Sud-Ouest de l'Islande pour former le groupe "Markgraf". Ce dernier est détecté : les convois sont réacheminés quelques jours plus tard. Le 4 septembre 1941, le groupe reçoit l'ordre de se diriger vers l'Ouest et de former une nouvelle ligne de patrouille (le haut commandement disperse les U-Boote dans un large secteur au Sud-Est du Groenland, sur les routes possibles des convois). Quelques routes de convois sont modifiées sauf celle du SC-42, à cause d'une mauvaise météo. Le convoi est signalé par l'U-85, le 9 juin 1941 près du Cap Farewell. Son appel fait venir l'U-81, l'U-82, l'U-432 et l'U-652. 
L'U-433 arrive le lendemain et pendant la nuit, lance deux attaques contre l'escorte du convoi, sans aucun succès. Il revendique un coup au but, le 11 septembre à 4H08 lorsqu'il endommage le S.S. "Bestum" (cargo à vapeur traînard du convoi SC-42). Dans la nuit du 12 au 13 septembre 1941, le brouillard étant installé, la vue du convoi est perdue et l'opération se termine le lendemain. Seize bâtiments sont coulés ainsi que deux U-Boote l'U-501 et l'U-207. 
L'U-433 rentre à Saint-Nazaire après 32 jours en mer.
Le 8 novembre il quitte Saint-Nazaire pour la Méditerranée. L'U-433 fait partie du groupe "Arnauld". Il passe le Détroit de Gibraltar probablement dans la nuit du 14 au 15 novembre 1941. Le lendemain, il tente d'attaquer un convoi qui navigue en direction de l'Est, venant de quitter Gibraltar. Il est repéré et coulé le 16 novembre 1941 à la position 36° 13′ N, 4° 42′ O, par des charges de profondeur lancées par la corvette Britannique HMS Marigold (en). 
Six hommes d'équipage sont portés disparus et les trente-huit autres deviennent des prisonniers de guerre.
Il est le premier U-Boot coulé en Méditerranée.

## Affectations
- 3. Unterseebootsflottille du 24 mai 1941 au 1er août 1941 (Période de formation).
- 3. Unterseebootsflottille du 1er août 1941 au 16 novembre 1941 (Unité combattante).

## Commandement
- Oberleutnant zur See Hans Ey du 24 mai 1941 au 16 novembre 1941.

## Patrouilles
|       | Commandant    | Départ          | Départ      | Arrivée           | Arrivée     | Jours    | Succès  |
| ----- | ------------- | --------------- | ----------- | ----------------- | ----------- | -------- | ------- |
| 1     | Oblt. Hans Ey | 25 août 1941    | Bergen      | 25 septembre 1941 | St. Nazaire | 32 jours | 2 215   |
|       | Oblt. Hans Ey | 4 novembre 1941 | St. Nazaire | 6 novembre 1941   | St. Nazaire | 3 jours  |         |
| 2     | Oblt. Hans Ey | 8 novembre 1941 | St. Nazaire | 16 novembre 1941  | Coulé       | 9 jours  |         |
| Total | Total         | Total           | Total       | Total             | Total       | 41 jours | 2 215 t |

### Rudeltaktik
L'U-433 prit part à deux Rudeltaktik (meutes de loup) durant sa carrière opérationnelle.
- Markgraf (28 août – 16 septembre 1941)
- Arnauld (8-16 novembre 1941)

## Navire coulé
L'Unterseeboot 433 endommagea 1 navire marchand de 2 215 tonneaux au cours des 2 patrouilles qu'il effectua.
| Date              | Nom    | Nationalité | Tonnage | Fait      |
| ----------------- | ------ | ----------- | ------- | --------- |
| 11 septembre 1941 | Bestum | Norvège     | 2 215   | Endommagé |